# Шапер, Карл
Карл Юлиус Генрих Шапер (нем. Karl Julius Heinrich Schaper; 15 марта 1828, Эльбинг Пруссия — 6 октября 1886, Берлин) — немецкий учёный-филолог, педагог, директор гимназии Иоахимшталь в Берлине. Доктор наук

## Биография
Родился в семье врача. В 1844 году закончил среднюю школу, затем изучал филологию в университете Галле, а с 1846 года — в Берлинском университете. С 1851 по 1853 год служил в прусской армии. Затем работал помощником преподавателя в Collegium Fridericianum в Кёнигсберге, позже перешёл в гимназию в Тильзите. Даже тогда молодому, превосходно обученному учителю отдавали предпочтение преподавание латыни в старших классах. В 1858 году стал учителем городской средней школы в Кёнигсберге.
В 1864 году назначен директором королевской школы. Летом 1868 года — директором гимназии Иоахимшталь в Берлине.

## Научная деятельность
Научные труды К. Шапера сперва касались латинской метрики, а затем сосредоточилась почти исключительно на толковании трудов Вергилия. Автор большого количества работ и эссе, опубликованных в журналах и в школьных программах.
22 октября 1880 года император Германии Вильгельм I посетил Иоахимшталь и лично выразил К. Шаперу свою благодарность и признательность за научную деятельность.

## Избранные публикации
- «De duobus primis hexametri Latini ordinibus», 1850.
- «De hexametri Lat. Tertio ordine», 1862.
- «Ueber die Entstehungszeit d. Vergil. Eclogen», 1869.
- «De eclogis Vergilii interpretandis et emendandis», 1872.
- «De georgicis a Vergilio emendatis», 1873.
- «Die sechste Ecloge des Virgilius», 1878 и др.

Умер от сердечного приступа 6 октября 1886 года.